# 逢妻町 (知立市)
逢妻町（あいづまちょう）は、愛知県知立市の地名。

## 地理
知立市北西部に位置する。東は豊田市、南は西町、北は刈谷市に接する。

### 河川
- 逢妻川[2]

## 歴史

### 町名の由来
逢妻男川に由来する。

### 人口の変遷
国勢調査による人口および世帯数の推移。
| 1995年（平成7年）  | 846世帯 2360人  |  |
| 2000年（平成12年） | 837世帯 2278人  |  |
| 2005年（平成17年） | 971世帯 2446人  |  |
| 2010年（平成22年） | 1010世帯 2490人 |  |
| 2015年（平成27年） | 955世帯 2330人  |  |
| 2020年（令和2年）  | 1002世帯 2310人 |  |

### 沿革
- 1970年（昭和45年） - 知立町知立の一部により、逢妻町が成立[1]。

## 交通
- 国道1号[2]
- 愛知県道豊田知立線[2]

## 施設
- 逢妻保育園[2]

1972年（昭和47年）設置。
- 市営火葬場[2]

### WEB
1. ↑  “愛知県知立市の町丁・字一覧”.   人口統計ラボ. 2024年1月22日閲覧。
2. 1 2  総務省統計局 (2022年2月10日). “令和2年国勢調査の調査結果(e-Stat) - 男女別人口，外国人人口及び世帯数－町丁・字等” (CSV). 2023年8月2日閲覧。
3. ↑  “愛知県知立市の郵便番号一覧”.   日本郵便. 2024年2月11日閲覧。
4. ↑  “市外局番の一覧” (PDF).   総務省 (2022年3月1日). 2022年3月22日閲覧。
5. ↑  “ナンバープレートについて”.   一般社団法人愛知県自動車会議所. 2024年1月21日閲覧。
6. ↑  総務省統計局 (2014年3月28日). “平成7年国勢調査の調査結果(e-Stat) - 男女別人口及び世帯数 －町丁・字等” (CSV). 2021年7月20日閲覧。
7. ↑  総務省統計局 (2014年5月30日). “平成12年国勢調査の調査結果(e-Stat) - 男女別人口及び世帯数 －町丁・字等” (CSV). 2021年7月20日閲覧。
8. ↑  総務省統計局 (2014年6月27日). “平成17年国勢調査の調査結果(e-Stat) - 男女別人口及び世帯数 －町丁・字等” (CSV). 2021年7月21日閲覧。
9. ↑  総務省統計局 (2012年1月20日). “平成22年国勢調査の調査結果(e-Stat) - 男女別人口及び世帯数 －町丁・字等” (CSV). 2021年7月21日閲覧。
10. ↑  総務省統計局 (2017年1月27日). “平成27年国勢調査の調査結果(e-Stat) - 男女別人口及び世帯数 －町丁・字等” (CSV). 2021年7月21日閲覧。

### 書籍
1. 1 2 3 4  「角川日本地名大辞典」編纂委員会 1989, p. 67.
2. 1 2 3 4 5 6 7  「角川日本地名大辞典」編纂委員会 1989, p. 1718.